# Arash Borhani

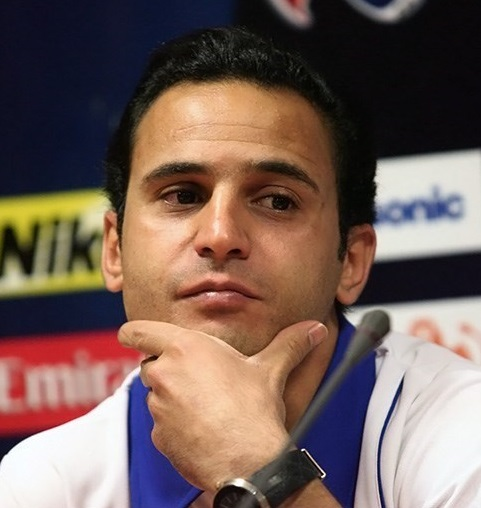
Arash Borhani

Arash Borhani (* 14. September 1983 in Kerman) ist ein iranischer Fußballspieler.
Von seiner Heimat Kerman kam Borhani direkt zum Hauptstadt-Spitzenklub Pas Teheran. Dort setzte sich der junge Stürmer schnell durch und wurde bereits im ersten Jahr 2003/04 zum Nachwuchsspieler des Jahres im Iran gewählt. Seine 12 Saisontore waren auch ein wichtiger Beitrag zum Meistertitel für den Verein. Und auch die iranische Fußballnationalmannschaft wurde auf ihn aufmerksam und er kam zu seinem ersten Länderspieleinsatz und spielte in der Olympiaqualifikation 2004 und der Weltmeisterschaftsqualifikation 2006.
Er hat bis jetzt 24 Länderspiele für sein Land bestritten, in denen er auch 8 Tore erzielte. Höhepunkt waren dabei seine zwei Einsätze bei Fußball-Weltmeisterschaft 2006 in Deutschland.
Nach der WM wechselte er in die Vereinigten Arabischen Emirate zu Al-Nasr Sports Club Dubai. Nach einem Jahr wechselte er zu Esteghlal Teheran.

## Statistik
Stationen
- Shahrdari Kerman (bis 2003)
- FC Pas Teheran (2003 bis 2006)
- Al-Nasr Sports Club Dubai (2006)
- Esteghlal Teheran (seit 2007)

Einsätze (Stand 17. September 2006)
- 24  Einsätze für die iranische Nationalmannschaft (8 Tore)

Titel / Erfolge
- Nachwuchsspieler des Jahres 2003/04
- Iranischer Meister 2004
- Iranischer Vize-Meister 2006